# H&H國際控股
健合（H&H）國際控股有限公司（英語：Health and Happiness（H&H）International Holdings Limited，港交所：1112），簡稱健合（H&H）國際控股或H&H國際控股，前名「合生元國際控股有限公司」，簡稱合生元（英語：Biostime）。主要業務是生産及銷售兒童益生菌、嬰幼兒配方奶粉、嬰幼兒食品及護理用品和多種營養食品，旗下品牌包括：法國營養品牌Biostime合生元和有機嬰兒食品Good Goût、澳大利亞維生素補劑品牌Swisse Wellness、美國有機奶粉品牌Healthy Times 和法國紙尿褲品牌Dodie、英國護膚品牌Aurelia。

## 历史
1999年，由羅雲和羅飛（董事長及總裁）兄弟創立。
2010年12月17日，股份於香港交易所主板上市。據了解，招股價為12港元，全球發行股份為150,000,000股，集資額為18億港元。
2013年7月1日，合生元以總代價252.29萬歐元（約 2546.62萬港元），認購法國乳製品生產商Isigny Sainte Mère（ISM）每股面值5歐元合共50.46萬股，佔已發行擴大後股本總額的20%。
2015年7月1日，合生元斥資1037.2萬美元（約 7766.7萬港元），收購美國優質有機嬰幼兒食品及護理用品品牌Healthy Times100%股權。
2015年9月30日，合生元以總代價14.49億澳元（約 76.67億港元），認購澳洲Swisse Wellness Group Pty Ltd（「Swisse」） 83%的股權。公司的主要業務為以Swisse品牌在澳洲及新西蘭研究、推廣及分銷維生素、營養補充品、護膚品及運動營養產品。
2017年5月，合生元改名為「健合（H&H）國際控股有限公司」。
2019年7月7日， H&H國際控股收購英國護膚品牌 Aurelia Probiotic Skincare，但沒有公佈詳細的交易條款